# Suša (gmina Lukovica)
Suša – wieś w Słowenii, w gminie Lukovica. W 2018 roku liczyła 28 mieszkańców.